# رعاية أولية

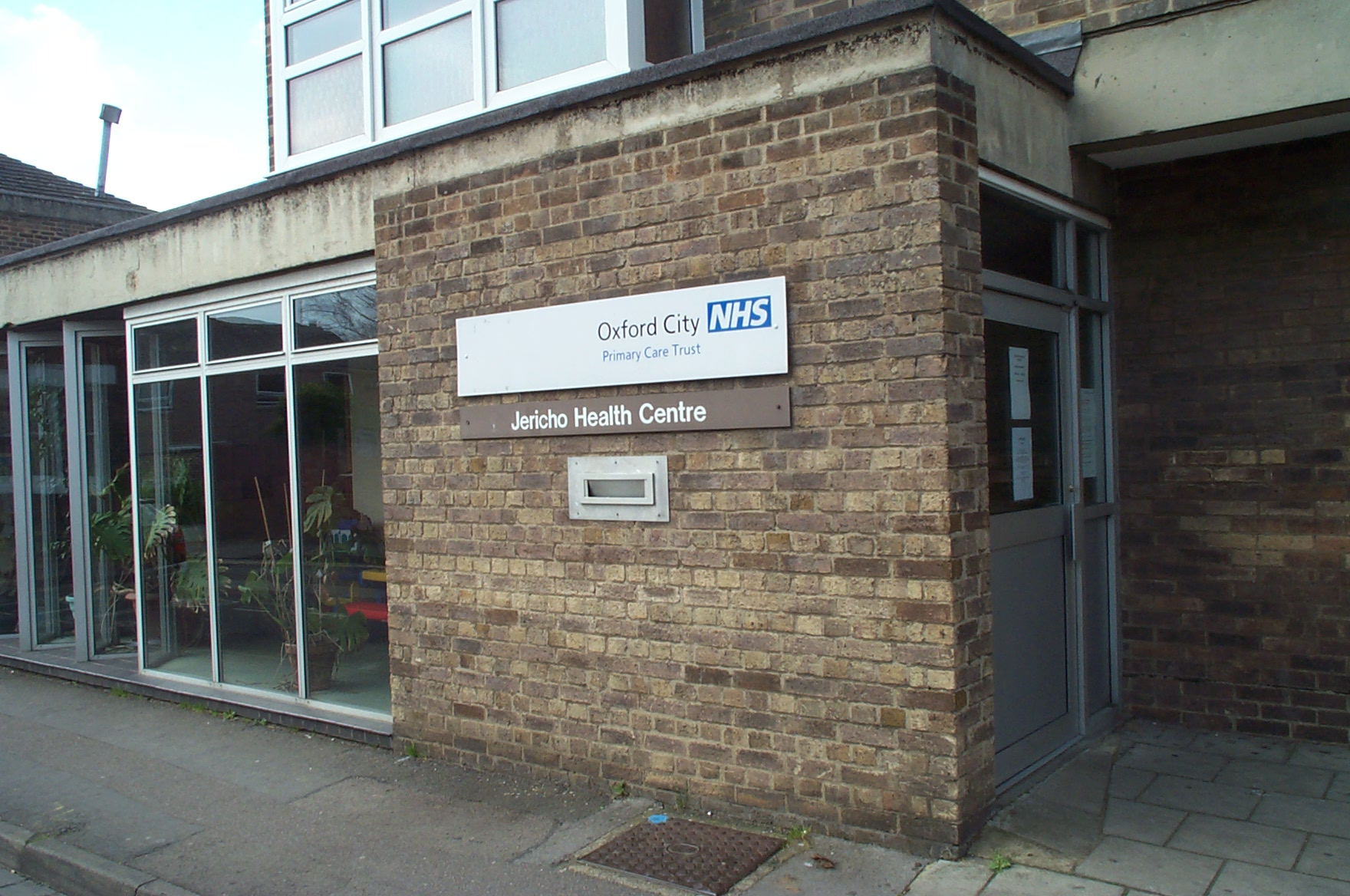
Primary care may be provided in community health centres.

الرعاية الأولية هي الرعاية الصحية اليومية التي يقدمها مقدم الرعاية الصحية. عادةً ما يكون هذا المزود بمثابة أول نقطة اتصال ونقطة رئيسية للرعاية المستمرة للمرضى داخل نظام الرعاية الصحية، وينسق الرعاية المتخصصة الأخرى التي قد يحتاجها المريض..
 يتلقى المرضى عادة الرعاية الأولية من محترفين مثل طبيب الرعاية الأولية (طبيب عام أو طبيب أسرة) أو ممرض ممارس (طبيب ممارس لطب الشيخوخة أو ممارس تمريض الأسرة أو ممارس ممرض أطفال) أو مساعد طبيب أطفال. في بعض المناطق، قد يكون مثل هذا المحترف ممرضًا مسجلاً أو صيدليًا أو موظفًا سريريًا (كما هو الحال في أجزاء من أفريقيا) أو أيوروفيديك أو أي متخصص في الطب التقليدي (كما هو الحال في أجزاء من آسيا). بناءً على طبيعة الحالة الصحية، يمكن عندئذ إحالة المرضى للحصول على رعاية ثانوية أو ثالثة.

## خلفية
تعزو منظمة الصحة العالمية توفير الرعاية الأولية الأساسية كعنصر أساسي في إستراتيجية شاملة للرعاية الصحية الأولية. تنطوي الرعاية الأولية على أوسع نطاق للرعاية الصحية، بما في ذلك جميع الأعمار من المرضى، والمرضى من جميع الأصول الاجتماعية والاقتصادية والجغرافية، والمرضى الذين يسعون للحفاظ على الصحة المثلى، والمرضى الذين يعانون من جميع أنواع مشاكل الصحة البدنية والعقلية والاجتماعية الحادة والمزمنة، بما في ذلك الحالات المزمنة المتعددة الأمراض. وبالتالي، يجب أن يمتلك ممارس الرعاية الأولية مجموعة واسعة من المعرفة في العديد من المجالات. الاستمرارية هي إحدى الخصائص الرئيسية للرعاية الأولية، حيث يفضل المرضى عادة استشارة الطبيب نفسه لإجراء الفحوص الروتينية والرعاية الوقائية، والتعليم الصحي، وفي كل مرة يحتاجون إلى استشارة أولية حول مشكلة صحية جديدة. التعاون بين مقدمي الخدمات هو سمة مرغوبة للرعاية الأولية.
التصنيف الدولي للرعاية الأولية: هو أداة موحدة لفهم وتحليل المعلومات حول التدخلات في الرعاية الأولية بسبب زيارة المريض. قد تشمل الأمراض المزمنة الشائعة التي تعالج عادة في الرعاية الأولية، على سبيل المثال: ارتفاع ضغط الدم، الذبحة الصدرية، مرض السكري، الربو، مرض الانسداد الرئوي المزمن، الاكتئاب والقلق، آلام الظهر، التهاب المفاصل أو قصور الغدة الدرقية. تشمل الرعاية الأولية أيضًا العديد من خدمات الرعاية الصحية الأساسية للأم والطفل، مثل خدمات تنظيم الأسرة واللقاحات.
في سياق شيخوخة سكان العالم، مع تزايد أعداد كبار السن المعرضين لخطر أكبر من الأمراض المزمنة غير المعدية، من المتوقع أن يزداد الطلب بسرعة على خدمات الرعاية الأولية في جميع أنحاء العالم، في كل من البلدان المتقدمة والنامية.
يختلف تمويل الرعاية الصحية الأولية اختلافًا كبيرًا بين البلدان المختلفة: يتم استخدام جميع الضرائب، وأنظمة التأمين الوطنية، والتأمين الخاص، والمرضى المباشرين من قبل المرضى، مجتمعةً في بعض الأحيان. نظام الدفع لأطباء الرعاية الأولية يختلف أيضًا. يتم دفع رسوم مقابل الخدمة وبعضها مدفوع مقابل بعض المرضى المسجلين.

## الرعاية الأولية حسب البلد

### المملكة المتحدة
المقال الرئيسي: الممارسة العامة
في المملكة المتحدة، يمكن للمرضى الوصول إلى خدمات الرعاية الأولية من خلال ممارستهم العامة المحلية، وصيدلية المجتمع، وأخصائي البصريات، وجراحة الأسنان ومقدمي الرعاية السمعية المجتمعية. يتم تقديم الخدمات عمومًا مجانًا من خلال الخدمة الصحية الوطنية. في المملكة المتحدة، على عكس العديد من البلدان الأخرى، لا يتمتع المرضى عادة بالوصول المباشر إلى مستشاري المستشفيات ويتحكم الطبيب العام في الوصول إلى الرعاية الثانوية. يشار إلى هذه الممارسة باسم " لقد تم استجواب مستقبل هذا الدور من قبل الباحثين الذين خلصوا إلى أنه "ينبغي إعادة النظر في سياسات حراسة البوابة لاستيعاب هدف الحكومة في تحديث الخدمات الصحية الوطنية من حيث إعطاء المرضى المزيد من الخيارات وتيسير المزيد من العمل التعاوني بين الممارسين العامين والمتخصصين. وفي نفس الوقت، أي يجب تقييم استرخاء الحراسة بعناية لضمان أن الفوائد السريرية وغير السريرية تفوق التكاليف ".

## كندا
في كندا، يتم ضمان الوصول إلى خدمات الرعاية الصحية الأولية وغيرها من الخدمات لجميع المواطنين من خلال قانون الصحة الكندي.

## نيجيريا
في نيجيريا، والرعاية الصحية هي مسؤولية متزامنة لثلاث طبقات من الحكومة. تركز الحكومات المحلية على تقديم الرعاية الأولية (على سبيل المثال من خلال نظام من المستوصفات)، تدير حكومات الولايات المستشفيات العامة المختلفة (الرعاية الثانوية)، بينما يقتصر دور الحكومة الفيدرالية في الغالب على تنسيق شؤون المراكز الطبية الفيدرالية والتعليم الجامعي. المستشفيات (الرعاية الثلاثية).

## الولايات المتحدة الأمريكية
اعتبارًا من عام 2012، كان هناك حوالي ست جمعيات مهنية للرعاية الأولية، بما في ذلك الكلية الأمريكية للأطباء، والأكاديمية الأمريكية لأطباء الأسرة، وجمعية الطب الباطني العام، والأكاديمية الأمريكية لطب الأطفال، والرابطة الأمريكية لتقويم العظام، والجمعية الأمريكية لأمراض الشيخوخة.
قرر تقرير صادر عن معهد نيو إنجلاند للرعاية الصحية لعام 2009 أن زيادة الطلب على الرعاية الصحية الأولية من قبل المرضى الأكبر سنا والمرضى وانخفاض المعروض من ممارسي الرعاية الأولية أدى إلى أزمة في تقديم الرعاية الأولية. حدد البحث مجموعة من الابتكارات التي يمكن أن تعزز جودة وكفاءة وفعالية الرعاية الأولية في الولايات المتحدة.
في 23 مارس 2010، وقع الرئيس أوباما قانون حماية المرضى والرعاية المعقولة (ACA) ليصبح قانونًا. من المقدر أن يكون القانون قد وسع نطاق تغطية التأمين الصحي بمقدار 20 مليون شخص بحلول أوائل عام 2016، ومن المتوقع أن يوسع نطاق الرعاية الصحية إلى 34 مليون شخص بحلول عام 2021. يعتمد نجاح التوسع في التأمين الصحي بموجب قانون مكافحة مرض الإيدز إلى حد كبير على توافر أطباء الرعاية الصحية الأولية. لسوء الحظ، فاقم ACA بشكل كبير العجز المتوقع لأطباء الرعاية الأولية اللازمة لضمان الرعاية للأمريكيين المؤمن عليهم. وفقًا لجمعية الكليات الطبية الأمريكية (AAMC) بدون ACA، كان من المفترض أن يكون لدى الولايات المتحدة حوالي 64000 طبيب بحلول عام 2020 ؛ مع تنفيذ ACA، سيكون هناك 91000 طبيب قصير. طبقًا لتقرير القوى العاملة للأطباء في نوفمبر 2009، على المستوى الوطني، فإن معدل الأطباء الذين يقدمون الرعاية الأولية هو 79.4 طبيبًا لكل 100,000 ساكن.
تؤدي الرعاية الصحية الأولية إلى نتائج صحية أفضل وتقليل الفوارق الصحية وانخفاض الإنفاق، بما في ذلك على زيارات قسم الطوارئ التي يمكن تجنبها والرعاية في المستشفى. ومع ذلك، فإن أطباء الرعاية الصحية الأولية عنصر مهم في ضمان استدامة نظام الرعاية الصحية ككل. ومع ذلك، على الرغم من أهميتها لنظام الرعاية الصحية، فقد عانى موقف الرعاية الصحية الأولية من حيث المكانة ويرجع ذلك جزئيا إلى الاختلافات في الرواتب بالمقارنة مع الأطباء الذين يقررون التخصص. في دراسة وطنية أجريت عام 2010 عن أجور الأطباء التي أجراها نظام UC Davis الصحي، وجد أن المتخصصين يحصلون على أجور تزيد بنسبة 52 بالمائة عن أطباء الرعاية الأولية، على الرغم من أن أطباء الرعاية الأولية يرون المزيد من المرضى.
يكسب أطباء الرعاية الأولية 60.48 دولارًا في الساعة ؛ يكسب المتخصصون في المتوسط 88.34 دولارًا. وجدت دراسة متابعة أجراها نظام الصحة في جامعة كاليفورنيا ديفيز أن الأرباح على مدار وظائف أطباء الرعاية الصحية الأولية بلغ متوسطها 2.8 مليون دولار أقل من أرباح زملائهم المتخصصين. هذا التناقض في الأجور قد جعل الرعاية الأولية خيارًا أقل جاذبية لخريجي المدارس الطبية. في عام 2015، تخرج ما يقرب من 19000 طبيب من كليات الطب الأمريكية و 7 بالمائة فقط من الخريجين اختاروا مهنة في مجال الرعاية الأولية. يبلغ متوسط عمر طبيب الرعاية الأولية في الولايات المتحدة 47 عامًا، ويوشك ربع أطباء الرعاية الأولية على التقاعد. منذ خمسين عامًا، مارس ما يقرب من نصف الأطباء في أمريكا الرعاية الأولية ؛ اليوم، أقل من ثلثهم يفعلون ذلك.
يهدف النموذج الطبي للمنزل إلى المساعدة في تنسيق الرعاية مع مقدم الرعاية الأولية الذي يمثل مركز الرعاية الصحية للمريض.

## إستراتيجيات الولايات المتحدة لمعالجة نقص الرعاية الأولية
يحتوي قانون حماية المرضى بتكلفة معقولة على عدد من الأحكام لزيادة قدرة الرعاية الأولية. هذه الأحكام موجهة نحو خريجي المدارس الطبية وتشمل إصلاح المدفوعات وبرامج الإعفاء من القروض الطلابية ومواقف الإقامة في الرعاية الصحية الأولية المتزايدة. كما يوفر PPACA التمويل والتفويضات لزيادة دور الممددات الأطباء مثل الممارسين الممرضات ومساعدي الأطباء لتعزيز التعليم الابتدائي القوى العاملة الرعاية من المتوقع أن تزيد PPCA من طلب المريض على خدمات الرعاية الأولية. من خلال اعتماد نماذج جديدة لتقديم الرعاية للمرضى تشمل الأطباء العاملين جنبًا إلى جنب مع الممارسين الممرضات والمساعدين الطبيين، يمكن تلبية الطلب على خدمات الرعاية الأولية في المستقبل. وجدت استطلاعات الرأي أن الجمهور الأمريكي منفتح على دور أكبر لممرضات الأطباء في بيئة الرعاية الصحية الأولية. ستحتاج السياسات والقوانين، على مستوى الولاية بشكل أساسي، إلى إعادة تحديد وإعادة توزيع الأدوار والمسؤوليات لمقدمي الخدمات المرخصين من غير الأطباء لتحسين هذه النماذج الجديدة من الرعاية.